# Devon Aoki
Devon Edwenna Aoki (New York, 1982. augusztus 10. –) amerikai modell, visszavonult színésznő.

## Élete és pályafutása
1982. augusztus 10-én született New Yorkban. Édesapja a japán–amerikai származású Rocky Aoki, olimpiai birkózó. Rocky Aoki alapította a Benihana éttermet New Yorkban, s annak tulajdonosa is volt, egészen 2008-ban bekövetkezett haláláig. Édesanyja Pamela Hilburger német–angol származású ékszertervező. Devon féltestvére a DJ Steve Aoki. Továbbá van három nővére – Ellie, Grace és Echo – és három fiútestvére – Kyle, Kevin és Cole Price.
Kaliforniában és Londonban nőtt fel. Londonban a The American School középiskola diákja volt. 13 éves volt, amikor egy modellügynök felfedezte egy New York-i Rancid koncerten, ekkor kezdett el modellkedni. Keresztanyja még ebben az évben bemutatta Devont Kate Moss szupermodellnek, aki védőszárnyai alá vette a fiatal lányt. Moss kísérte el aláíratni modellszerződését a Storm Model Management-nél
1998-ban, 16 évesen leváltotta Naomi Campbellt a Versace-nél. Bár jó tanuló volt, félbehagyta tanulmányait, hogy karrierjére koncentráljon. Modellt állt más cégeknek is: Wear, Chanel Couture, YSL, Alessandro Del Aqua, Hugo Boss, Moschino, Ungaro, Fendi, Junko Shimada és Baby Phat.
Szerepelt néhány videóklipben, többek közt a Duran Duran Electric Barbarella, Kate Moss-szal a Primal Scream Kowalski, Elton John Something About the Way You Look Tonight, Ginuwine In Those Jeans és Ludacris Act a Fool című szerzeményeiben. 2006-ban a The Killers Bones című dalának klipjében tűnt fel.
Sikeres modellpályafutásának köszönhetően szerepeket kapott több filmben. A Halálosabb iramban forgatása alatt tanult meg autót vezetni, mivel addig nem volt jogosítványa.

## Magánélete
Los Angelesben él. 2011 óta James Bailey házastársa, egy fiuk és három lányuk született.

## Filmográfia

### Film
| Év   | Magyar cím                              | Eredeti cím                             | Szerep                | Magyar hang    |
| ---- | --------------------------------------- | --------------------------------------- | --------------------- | -------------- |
| 2003 |                                         | Death of a Dynasty                      | Picasso               |                |
| 2003 | Halálosabb iramban                      | 2 Fast 2 Furious                        | Suki                  | Dögei Éva      |
| 2004 | D.E.B.S. – Kémcsajok                    | D.E.B.S.                                | Dominique             | Roatis Andrea  |
| 2005 | Sin City – A bűn városa                 | Sin City                                | Miho                  | nem szólal meg |
| 2006 |                                         | Friendly Fire                           | Mermaid               |                |
| 2006 | DOA: Élve vagy halva                    | DOA: Dead or Alive                      | Kasumi                | Pálfi Kata     |
| 2007 | War                                     | War                                     | Kira Yanagawa         |                |
| 2008 | Mutáns krónikák                         | Mutant Chronicles                       | Valerie Duval tizedes | Sági Tímea     |
| 2009 | Rosencrantz és Guildenstern élőhalottak | Rosencrantz and Guildenstern Are Undead | Anna                  |                |
| 2015 |                                         | Jeremy Scott: The People's Designer     | önmaga                |                |
| 2016 |                                         | I'll Sleep When I'm Dead                | önmaga                |                |